# Spielmann Gábor
Spielmann Gábor (Budapest, 1974. augusztus 2.) magyar reklámszakember, a hazai reklámszakma kiemelkedő alakja.

## Pályája

### Kezdeti évek
A Budapesti Gazdasági Egyetem Kereskedelmi, Vendéglátóipari és Idegenforgalmi Karának reklám-szakán szerzett diplomát 1997-ben, de már ezelőtt két évvel a B’oker Reklámügynökség junior szövegírója lett. A nagy áttörést a Young&Rubicam jelentette, ahol hamar felvette a multinacionális ügynökségi ritmust, és megalapozta karrierjét.
A kreativitás és a minőségi reklámok készítése iránti szenvedélyét később szabadúszó szövegíróként élte ki az Euro RSCG Budapest, valamint a HKB Bozell ügynökségeknél, majd 1999-ben a Lowe GGK-hoz került, mint senior copywriter.

### Egy új korszak kezdete
Spielmann életében új korszak kezdődött, mikor a nemzetközi cégek után 2000-ben egy kisméretű, ám igen ambiciózus magyar ügynökséghez, a Sylvához hívták kreatív igazgatónak. Hat évig volt a kreatív részleg feje, és ez idő alatt számos emlékezetes munkával hívta fel magára a hazai és nemzetközi reklámszakma figyelmét. Első jelentősebb díjai is ezekhez az évekhez kötődnek: 2001-ben nyerte első Arany Pengéjét, és ebben az évben jutott ki a közép-európai régió legjelentősebb reklámmegmérettetésére, Portorozsba is, ahonnan Silver Drum díjjal tért haza. Ettől kezdve munkái évről évre helyet követeltek maguknak a legjobbak között, később pedig New Yorkban és Cannes-ban is bizonyította tehetségét.
2002-től már számos magyar és nemzetközi reklámversenyen zsűrizett, 2005-ben és 2008-ban pedig a New York Festivals zsűrijében is helyet kapott.
Független kreatívként egy darabig a kenyai Nairobiban is dolgozott, ahol többek között a helyi villamos műveknek és sörmárkáknak készítette a kommunikációját. 2006-ban aztán új kihívásokat keresve ismét visszatért a multik világába az Ogilvy & Mather kötelékében, ám ezúttal már mint kreatív igazgató. Az együttműködés – a cég szerkezeti átalakításai miatt – azonban alig egy év után véget ért, Spielmann ezért ismét új vizekre evezett, és megalapította a Hering nevű, online kommunikációra specializálódott cégét. 2009 nyarán azonban a Grey Worldwide Hungary kreatív igazgatói székébe hívták, hogy egyedi reklámszemléletével új kreatív erőt hozzon a multinacionális ügynökséghez . Az itt eltöltött két év alatt a Grey budapesti irodája a hálózat belső kreatívrangsorában (amit a greyes nemzetközi kreatívigazgatókból álló Creative Council határoz meg) a negyedik lett az EMEA (Europe, Middle East, Africa) régióban. A nagy előrelépésen felül pedig az ügynökség több díjat is nyert a hazai Hipnózis és Arany Penge reklámversenyeken.

### Young Lions
A reklámszakmában a legrangosabb esemény a Cannes-i reklámfesztivál. Ezen belül van a Young Lions szekció, ahol a világ legjobb 28 év alatti fiatal kreatívjai közül választják ki a legjobbat. Spielmann Gábor kezdeményezésére 2010-ben a Grey megszervezte a hazai kisversenyt, amelynek nyertesei képviselhetik Magyarországot Cannes-ban.

### Eddigi ügynökségei
- B’oker Reklámügynökség
- Young&Rubicam
- Lowe GGK
- Sylva
- Ogilvy
- Hering
- Grey Worldwide Hungary

### Díjai
- 2002 – Arany Penge: arany
- 2003 – Kreatív Díj: 1. helyezés
- 2003 – Arany Penge: ezüst
- 2004 – Kreatív Díj: 1. helyezés
- 2004 – Arany Penge: arany
- 2004 – Reklámzabálók: különdíj
- 2006 – RMB Award: arany
- 2006 – Arany Penge: ezüst
- 2006 – Arany Penge: bronz
- 2006 – Epica Awards: ezüst
- 2008 – Golden Hammer: arany
- 2008 – New York Festivals: bronz
- 2008 – Golden Drum: Grand Prix
- 2008 – Golden Drum: 2 ezüst
- 2008 – Meribel: Grand Prix
- 2009 – London International Awards: bronz
- 2011 – Arany Penge: arany
- 2011 – Arany Penge: Ezüst Szív

### Fontosabb helyezések
- 2001 – Golden Drum: döntős
- 2003 – Adspot Awards: döntős, nonprofit
- 2003 – Adspot Awards: döntős, low-budget
- 2004 – Golden Award Montreaux: döntős
- 2004 – Adspot Awards: döntős
- 2005 – New York Festivals: döntős
- 2006 – Golden Drum: döntős
- 2006 – New York Festivals: döntős
- 2006 – Eurobest: döntős
- 2008 – Cresta: döntős
- 2008 – Cannes Lion: döntős

## Személyisége
A 80-as évek neves reklámszakemberei után érkező új generáció tagjaként Spielmann szembement az addigi konvenciókkal, és inkább a külföldi szaktekintélyek nyomdokain haladt. Már pályája elején konfliktusba került az addig érinthetetlennek tartott magyar kreatív igazgatókkal, és mindenhol felemelte a szavát, ahol a kreativitást háttérbe szorították az egyéb szempontok. Személyisége megosztotta a szakmát: sokan összeférhetetlen és kompromisszumképtelen embernek tartják. Mások azonban tisztelik a minőségi reklámkészítés iránti elkötelezettsége és extravagáns egyénisége miatt.
Spielmannt gyakran támadták azzal, hogy a médiában csak néhányszor megjelenő hirdetésekkel nyer díjakat a fesztiválokon. A vádakra egy 2008-as interjúban így reagált: „Ezek inkább proaktív munkák voltak. A proaktív annyit jelent, hogy az ügynökség keresi meg a megbízót, ő kezdeményezi, hogy egy kreatív ötletet végigvigyen, ami végül közös munka eredményeként születik meg. Egy biztos, mindenki próbálkozik, vagy próbálkozott ilyen munkával, amit nem tartok problémának bizonyos játékszabályok betartásával.”

### Idézetek Spielmanntól
"Olyan konstrukcióban gondolkodom, ahol nem csak szólam a kreativitás."

## Külső hivatkozások
- Fontosabb munkái
- Spielmann Gábor weboldala